# Кавасима, Тадаси
Тадаси Кавасима (яп. 河島 正 Кавасима Тадаси, 7 апреля 1969 — 15 июня 2010) — японский мангака, родившийся в префектуре Эхиме. Наибольшую известность ему принесла его манга «Alive: The Final Evolution».

## Карьера
Профессиональная карьера Кавасимы началась с его манги «Daughter Maker», которая была напечатана издательством Коданся в «Monthly Shōnen Magazine Zōkan Great». С октября 2003 по октябрь 2009 года Тадаси Кавасима совместно с другой мангакой, Адатитокой (яп. あだちとか), работал над своим новым проектом «Alive: The Final Evolution», которая также публиковалась издательством Коданся в «Monthly Shōnen Magazine».
15 июня 2010 года в возрасте 41 год Тадаси Кавасима скончался от рака печени.

## Работы
- Daughter Maker (2000—2001, Коданся)
- Alive: The Final Evolution (2003—2010, Коданся; с 2008, Del Rey Manga)